# Oniichan no hanabi
Oniichan no hanabi (おにいちゃんのハナビ? lett. "I fuochi d'artificio di mio fratello") è un film del 2010 diretto da Masahiro Kunimoto.
La pellicola, basata su una storia vera, narra le vicende della giovane Hana e del fratello Taro che ha scelto una vita da recluso sociale.

## Trama
Il giorno del festival dei fuochi d'artificio di Katakai a Ojiya, il 9 settembre, la studentessa liceale Hana torna a casa dopo aver trascorso sei mesi in ospedale per curarsi un inizio di leucemia; scopre che nel frattempo il fratello maggiore Taro è diventato un hikikomori.
Il ragazzo, che fino ad allora era sempre stato buono e gentile con la sorella e fiero della sua intelligenza, ora di punto in bianco pare abbandonarla per rinchiudersi nella propria stanza. I genitori nel frattempo si comportano come se nulla fosse accaduto.
Quella sera stessa Hana si dirige sul luogo dove si svolgeranno i fuochi d'artificio; vedendo i giovani del posto che già stanno preparando la manifestazione dell'anno successivo Hana, nel tentativo di far uscire il fratello, cerca di coinvolgerlo, ma Taro non viene accolto come membro del gruppo dagli altri ragazzi.
Hana non si arrende e prova ad aiutare il fratello a trovare un lavoro part-time nelle consegne dei giornali. Lentamente, con il suo assiduo aiuto, Taro pare ritrovare un poco alla volta l'interesse nei confronti del mondo.
Durante l'inverno Hana ha una ricaduta nel suo male e deve tornare in ospedale; Taro, durante una sua visita, capisce che il festival dei fuochi d'artificio è molto importante per la sorella, rappresentando difatti la realizzazione perfetta della felicità. Decide quindi di entrare a far parte del gruppo dei promotori.